# Мій майбутній тесть - аферист
«Мій майбутній тесть - аферист» — кінофільм режисера Томмі Реннера, що вийшов на екрани в 2013 році.

## Зміст
Френк закоханий у Дарлін і збирається зробити їй пропозицію. Між молодими і їх щастям вартий тільки той факт, що батько нареченої зовсім не в захваті від її обранця. Хлопцеві щастить, і він отримує велику суму грошей і йде купувати дороге кільце для заручення. Але шахраї підсовують йому дешеву підробку, що ні вкривається від майбутнього тестя Френка. Тепер зробити так, щоб весілля відбулося, стає ще складніше.

## Ролі
| Актор            | Роль |
| ---------------- | ---- |
| Тревор Ліссауер  | -    |
| Брайан Перрі     | -    |
| Майкл Медсен     | -    |
| Джилл Креншоу    | -    |
| Деніел Робак     | -    |
| Дірдрі Лавджой   | -    |
| Керолайн Морахен | -    |
| Рей Уайз         | -    |
| Річард Рілі      | -    |
| Дуан Уайтакер    | -    |

## Знімальна група
- Режисер — Томмі Реннер
- Сценарист — Кріс Ренніер
- Продюсер — Рейчел Скідмор, Доріс Хо, Віра Мейер
- Композитор — Райан Стронг